# Zuzana Smatanová

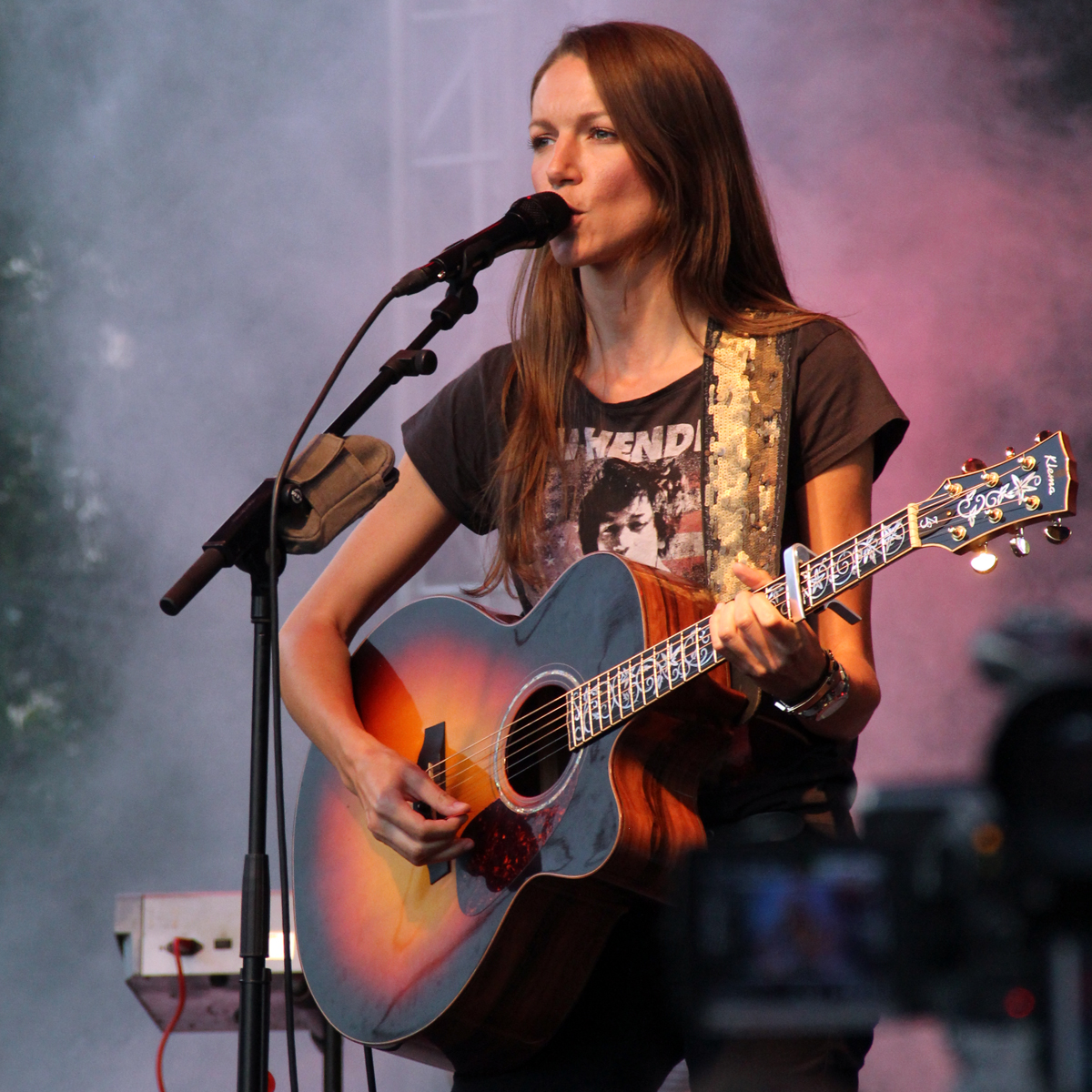
Zuzana Smatanová

Zuzana Smatanová (Súľov-Hradná, 14 juni 1984) is een Slowaakse singer-songwriter.
Smatanová zingt in het Slowaaks en Engels, en schrijft haar eigen teksten en muziek. Ze speelt piano, fluit en gitaar.
In 1998 werd ze toegelaten tot de Pedagogische en Sociale Academie in Turčianske Teplice, maar ze voelde zich meer aantrokken tot zingen dan tot het vak van docent.
In 2003 won ze de Slowaakse Coca-Cola Popstar-competitie en werd ze tijdens de Slowaakse muziekprijzenshow Aurel 2003 uitgeroepen tot Ontdekking van het jaar.

## Discografie
- Entirely good (2003)
- Svet mi stúpil na nohu (2005)
- Tabletky odvahy (2007)
- LIVE (2008)
- Gemini (2009)
- Dvere (2011)